# 동양매직 (1993~1999년 기업)
동양매직은 1993년부터 1999년까지 존재했던 동양그룹의 계열사이다.

## 역사
1985년 6월 동양시멘트 기계사업부로 시작했다.
처음엔 미국 매직쉐프의 가스레인지를 수입하다가 자체적으로 가스레인지를 개발했다.
1999년 1월 동양산업기계와 합병하였다.
이후 여러 차례의 합병과 매각을 거쳐, 동양그룹의 해체 후 SK네트웍스에 인수된 2016년 이후부터는 SK매직으로 변경됐다.

## 참조
1. ↑  양재찬 (1990년 9월 27일). “동양그룹 두번째 변신”. 《중앙일보》.
2. ↑  이재설 (2011년 6월 13일). “동양매직 역사속으로”. 《조선비즈》 (조선일보사).